# Lalung
Lalung is een bestuurslaag in het regentschap Karanganyar van de provincie Midden-Java, Indonesië. Lalung telt 7756 inwoners (volkstelling 2010).